# نویسنده سارق
نویسنده سارق (به انگلیسی: The Sex Thief) یک فیلم کمدی جنسی بریتانیایی محصول سال ۱۹۷۳ با بازی دیوید واربک، دایان کین، و کریستوفر بیگینس است. این اثر نخستین فیلم مارتین کمبل در مقام کارگردان بود.

## بازیگران
- دیوید واربک . . . . گرنت هنری
- دایان کین . . . جودی مارتین
- ترنث ادموند . . . رابرت اسمیت
- مایکل آرمسترانگ . . . . سرهنگ پلینت
- کریستوفر نیل . . . . گای هاموند
- جنیفر وستبروک . . . . امیلی بارو
- هاروی هال . . . جاکوبی
- کریستوفر بیگینس . . . . لرد پورکی پرسکات
- کریستوفر میچل . . . ایان ونسلیدال
- اریک دیاکون . . . . کرابشاو